# Nordenau
Nordenau is een plaats in de gemeente Schmallenberg in Duitsland. Nordenau is een door de Duitse staat erkend luchtkuuroord.
Het dorpsaanzicht wordt bepaald door ruim 200 jaar oude vakwerkhuizen, bekroond door de ruïne van de Burg Rappelstein. Een belangrijke trekpleister is de mijngang Brandholz, waar een heilzame werking van zou uitgaan.

## Geschiedenis
Rond 1200 werd de burcht Norderna door de heren von Grafschaft gebouwd langs de Heidenstraße, een oude handelsweg van Leipzig naar Keulen. In 1513 wordt voor het eerst melding gemaakt van een nederzetting Nordenau, en in 1645 komt Nordena voor op een landkaart. Vanaf 1866 werd er in Nordenau leisteen geproduceerd voor de bouw. In 1895 telde de plaats 147 inwoners.
Nordenau was tot 1 januari 1975 onderdeel van de gemeente Oberkirchen. Op die dag werd deze gemeente onderdeel van de gemeente Schmallenberg.
De leisteengroeve Brandholz I werd in 1980 stilgelegd. In 1992 werden het delven van leisteen volledig stopgezet.